# Arsenide
Các ion arsenide là các nguyên tử asen với ba điện tử dư thừa và có điện tích -3.
Các hợp chất arsenide là các hợp chất với asen trong trạng thái oxy hóa -3.

## Ví dụ
- Natri arsenide (Na3As)
- Gali(III) arsenide (GaAs)
- Platin arsenide (PtAs2) là khoáng chất có tên gọi sperrylit